# Ctenotus rimacolus
Ctenotus rimacolus là một loài thằn lằn trong họ Scincidae. Loài này được Horner & Fisher miêu tả khoa học đầu tiên năm 1998.